# Bandera de San David
La bandera de san David (en galès: Baner Dewi Sant) está formada por una cruz amarilla sobre campo de arena oscura. Representa al santo patrón de Gales, David de Gales, obispo de la diócesis galesa de Menèvia en el siglo VI. El diseño deriva de un símbolo heráldico de la diócesis de san David que muestra un motivo similar. La bandera se ha utilizado como una variante para representar a Gales (alternativa a la bandera de Gales), en el mismo sentido que las cruces de San Jorge, San Andrés, San Patricio y San Piran se utilizan para representar a Inglaterra, Escocia, Irlanda o Cornualles (de las cuales son respectivamente sus patrones). La bandera se puede ver en todo Gales, pero con menor frecuencia que el Dragón Rojo.

## Historia

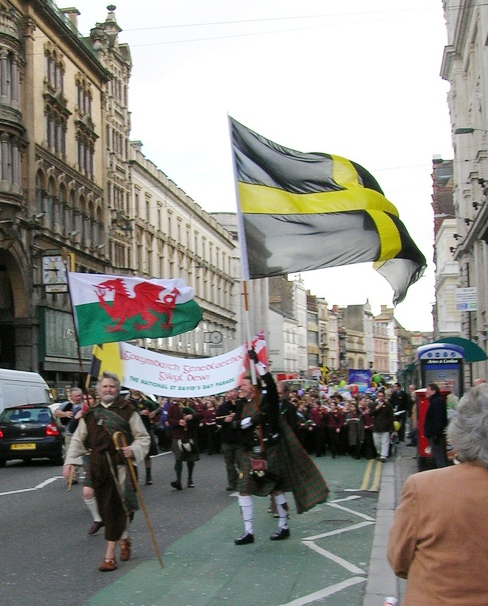
Celebración del día de san David en Cardiff

La historia de la bandera no está clara, pero parece haber surgido a principios del siglo XX. Una teoría extendida es que fue creada para ondear en las iglesias anglicanas de Gales, del mismo modo que la cruz de San Jorge lo fue para las iglesias de Inglaterra, pero desde 1954 las iglesias son más propensas a utilizar una bandera con el escudo de armas de la Iglesia de Gales, concebida ese mismo año.

## Usos
En cualquier caso, los colores de la bandera, negro y amarillo, sin duda han sido durante mucho tiempo asociados con David de Gales, a pesar de que no siempre en la forma de una cruz simétrica. El Colegio Universitario de San David de la Universidad de Gales, fundado en 1822, adoptó estos colores como "colores universitarios" en 1888.
Una versión estilizada de la bandera fue utilizada como insignia de los batallones de la 38a división de Infantería galesa durante la Segunda Guerra Mundial.
El club de fútbol Cardiff City llevó entre 2003 y 2008 la bandera en su escudo, así como en su actual tercera equipación.

El equipo de rugbi North Wales Crusaders Archivado el 4 de mayo de 2016 en Wayback Machine. adoptó en 2007 un nuevo logotipo con la cruz de san David. El 2007, George Hargreaves, líder del Partido Cristiano de Gales, hizo campaña para reemplazar la bandera oficial de Gales por la de la cruz de San David, alegando que el dragón rojo era "nada más y nada menos que el signo de Satanás".

Insignia de la 38a división galesa (1939-1944).

## Banderas parecidas

Bandera de san Piran.
Kroaz Du, estandarte bretón durante la Edad Media.
Diócesis de San David.